# Eye of Shiva
Eye of Shiva (ang. Oko Śiwy) - wydany w 1998 r. singel szwedzkiego zespołu Therion promujący album Vovin. Singel dostępny jedynie dla stacji radiowych, niedostępny w sprzedaży.

## Lista utworów
1. "Eye of Shiva" (Radio Edit)
2. "Birth of Venus Illegitima" (Radio Edit)
3. "The Rise of Sodom and Gomorrah"
4. "Eye of Shiva"

## Twórcy albumu
Patrz: Vovin.